# Алан Шугарт
Алан Шугарт (на английски: Alan Shugart) е американски инженер, изобретател, бизнесмен и един от създателите на съвременната индустрия за компютърни дискови устройства.

## Биография
Алан Шугарт е роден на 27 септември 1930 г. в Лос Анджелис. Следва инженерна физика в университета в Редландс и завършва като бакалавър през 1951 г. След това започва като сервизен инженер на IBM. По късно започва работа в лабораторията на IBM в Сан Хосе и работи по редица развойни проекти в областта на запомнящите устройства на твърд диск. Той е ръководител на групата, разработила през 1969 г. 8″-дискета и флопи диск.
През 1969 г. напуска IBM и преминава в „Меморекс“. В „Меморекс“ работи по проекти на твърдите дискове. През 1973 г. основава собствената фирма „Shugart Associates“, където усъвършенства флопи дисковите устройства. Фирмата е закупена от фирмата Ксерокс. В тази компания е разработен прототипът на стандарта SCSI, който първоначално се нарича неофициално SASI (Shugart Associates System Interface). През 1979 г. заедно с други партньори основава фирмата „Shugart Technology“, по късно преименувана на „Seagate Technology“.  С Алън Шугарт като СЕО, Seagate Technology става един от трите най-големи производители на твърди дискове в света, като продължава да развива технологията им. Шугарт работи в кампанията почти 20 години и през 1998 г. подава оставка.
Алан Шугарт е женен два пъти. От първия си брак има три деца.
Алан Шугарт умира на 12 декември 2006 г. в Монтерей (Калифорния) вследствие на операция на сърцето, извършена 6 седмици по-рано.
- Минифлопи Shugart SA 400
- Реклама на Shugart Associates